# Totmes II
Totmes II (gr. Tutmosis) – faraon, władca starożytnego Egiptu z XVIII dynastii, z okresu Nowego Państwa. Syn Totmesa I i drugorzędnej jego żony Mutnefret.
Panował w latach 1492 p.n.e. lub 1482 p.n.e. – 1479 p.n.e. Wstąpił na tron 8. dnia pory Achet w wieku około 21 lat. Według Manethona panował 13 lat i nazywany był Chebron. Dane te są jednak niepewne i wywołują dyskusje w środowiskach egiptologicznych. Niektórzy egiptolodzy uważają, że panowanie jego było krótsze o całe 10 lat. Przemawiać za tym może jedyna znana stela datowana na pierwszy rok jego panowania.
Tron odziedziczył po śmierci ojca, Totmesa I i dwóch braci, następców tronu, Amenmose i Wadżmose. Po wstąpieniu na tron, aby uprawomocnić swą władzę pojął za żonę przyrodnią siostrę – Hatszepsut, córkę swego ojca i królowej Ahmes, siostrę wyżej wspomnianych następców tronu.
Panowanie Totmesa II jest bardzo ubogo udokumentowane we współczesnych mu, autobiograficznych inskrypcjach w grobowcach dostojników z czasów początku XVIII dynastii i Nowego Państwa.
W 1987 roku, Luc Gabolde opublikował w Studien zur Altägyptischen Kultur statystyczną analizę porównawczą dotyczącą liczby zachowanych skarabeuszy z czasów Totmesa I, Totmesa II i Hatszepsut. Wyniki owej analizy wykazały relatywnie niewielką liczbę Skarabeuszy Totmesa II w porównaniu z ich liczbą w czasach Totmesa I i Hatszepsut. Na tej podstawie ustalono, iż Totmes I panował około 11 lat, Totmes II – 3 lata, a Hatszepsut około 22 lat. Większość spośród nielicznych budowli z czasów panowania Totmesa II uległo zniszczeniu-zdemotowaniu lub zostało ponownie użyte przez jego następców.
Ze związku z Hatszepsut narodziły się dwie córki Totmesa – Neferure i Meritre. Ze związku z drugorzędną żoną imieniem Iset (Isis) narodził się jego następca, jeden z największych władców starożytnego Egiptu – Totmes III.
W czasie swego panowania Totmes II zorganizował kilka wypraw wojennych, skierowanych głównie dla stłumienia rebelii w Nubii oraz na Bliskim Wschodzie, przeciw grupom koczowniczych Beduinów – Szasu, w południowej Palestynie. W kampaniach tych faraon nie uczestniczył osobiście, wysyłając swych generałów, co często interpretowane jest jako dowód słabości władcy. Ineni – jeden z dostojników na jego dworze, w autobiografii ze swojego grobowca nazywa króla „jastrzębiem w gnieździe”.
Istnieje teoria mówiąca, że Totmes II wstąpił na tron jako małoletni chłopiec. W związku z tym mógł rzeczywiście panować 13 lat, osiągając dorosłość i stając się ojcem dwóch córek i Totmesa III – swego następcy. Niemiecki egiptolog J. Von Beckerath używa tych argumentów na poparcie tej teorii. W swej książce Chronologia Egipskich Faraonów – Beckerath podkreśla osobliwy fakt, że Hatszepsut obchodziła swoje święto sed w 16 roku panowania, co miało miejsce około 30 lat po śmierci Totmesa I, któremu głównie zawdzięczała swoje dojście do władzy.
Wynika z tego 13 letnia rozbieżność w ciągłości władzy. Owe 13 lat mogły być latami panowania właśnie Totmesa II.
Istnieją sądy mówiące, że Hatszepsut sprawowała rzeczywistą władzę w czasie panowania Totmesa II. Świadczyć za tym mogą posunięcia w polityce wewnętrznej i zagranicznej, kontynuowane później za czasów oficjalnego jej panowania, jako regentki Totmesa III i później jako faraona, jako że to właśnie ona była uważana przez swego ojca za następcę tronu.
Totmes II pochowany został w Dolinie Królów (KV42), a w czasach rabunków królewskich nekropoli, mumię jego przeniesiono do skrytki DB 320 w Deir el-Bahari. Z bandaży odwinął ją w 1886 roku, Gaston Maspero. Mumia króla znajdowała się w bardzo złym stanie. Ramiona były oderwane lub odcięte przez złodziei grobów. Prawa noga nosiła wyraźne ślady odrąbywania. Całe ciało króla pokrywały różnej wielkości plamy, co Maspero uznał za wynik choroby. Gdy w 1905 roku mumię badał doktor Elliot Smith wykluczył chorobę jako przyczynę śmierci władcy. Mumia Totmesa II obecnie znajduje się w Muzeum Egipskim w Kairze.

## Tytulatura
Znana tytulatura Totmesa II jest obszerna. Imię, jakie otrzymał przy narodzeniu, Dżehutimes, na język polski tłumaczy się jako „zrodzony z Dżehuti (Thota)”:
|             |     |     |
| \| \| \| \| |     |     |
|             |     |     |
| G26         | F31 | S29 |

| G26 | F31 | S29 |

|             |     |     |
| \| \| \| \| |     |     |
|             |     |     |
| G26         | F31 | S29 |

| G26 | F31 | S29 |

Po objęciu władzy przyjął imię (prenomen) Aa-cheper-en-Re, tj. „Wspaniała-jest-postać-Re”:
|             |    |     |
| \| \| \| \| |    |     |
|             |    |     |
| N5 · O29    | L1 | N35 |

| N5 · O29 | L1 | N35 |

|             |    |     |
| \| \| \| \| |    |     |
|             |    |     |
| N5 · O29    | L1 | N35 |

| N5 · O29 | L1 | N35 |

Maneton wymienia tego władcę pod imieniem Chebron.